# Peau humaine
La peau humaine est un des organes les plus grands du corps, en termes de poids (5 à 10 % de la masse corporelle totale d'un adulte moyen suivant la taille ou la corpulence, le double si l'on prend en compte le tissu adipeux sous-cutané) et de surface d'échange ; chez l'adulte sa surface est d'environ 1,8 m2,, son épaisseur varie de 0,5 mm (paupières) à 4-5 mm (haut du dos notamment). Sa surface d'échange est cependant bien plus petite que celle du poumon (140 m2) ou de l'intestin (300 à 400 m2, environ deux terrains de tennis) et elle est bien moins perméable. Elle est l'habitat du microbiote cutané humain. 
La spécialité de médecine traitant de la peau et de ses affections est la dermatologie.

## Couches de la peau humaine
Par convention, une peau est dite épaisse ou fine suivant l’épaisseur de son épiderme : l'épiderme le plus épais (1,5 mm) est au niveau des paumes et des plantes, le plus fin (0,5 mm) au niveau des paupières.
Elle est composée de plusieurs couches de tissu : l’épiderme (couche superficielle, qui abrite notre microbiote cutané), la jonction dermo-épidermique, le derme (couche intermédiaire).

## Composition chimique de la peau humaine

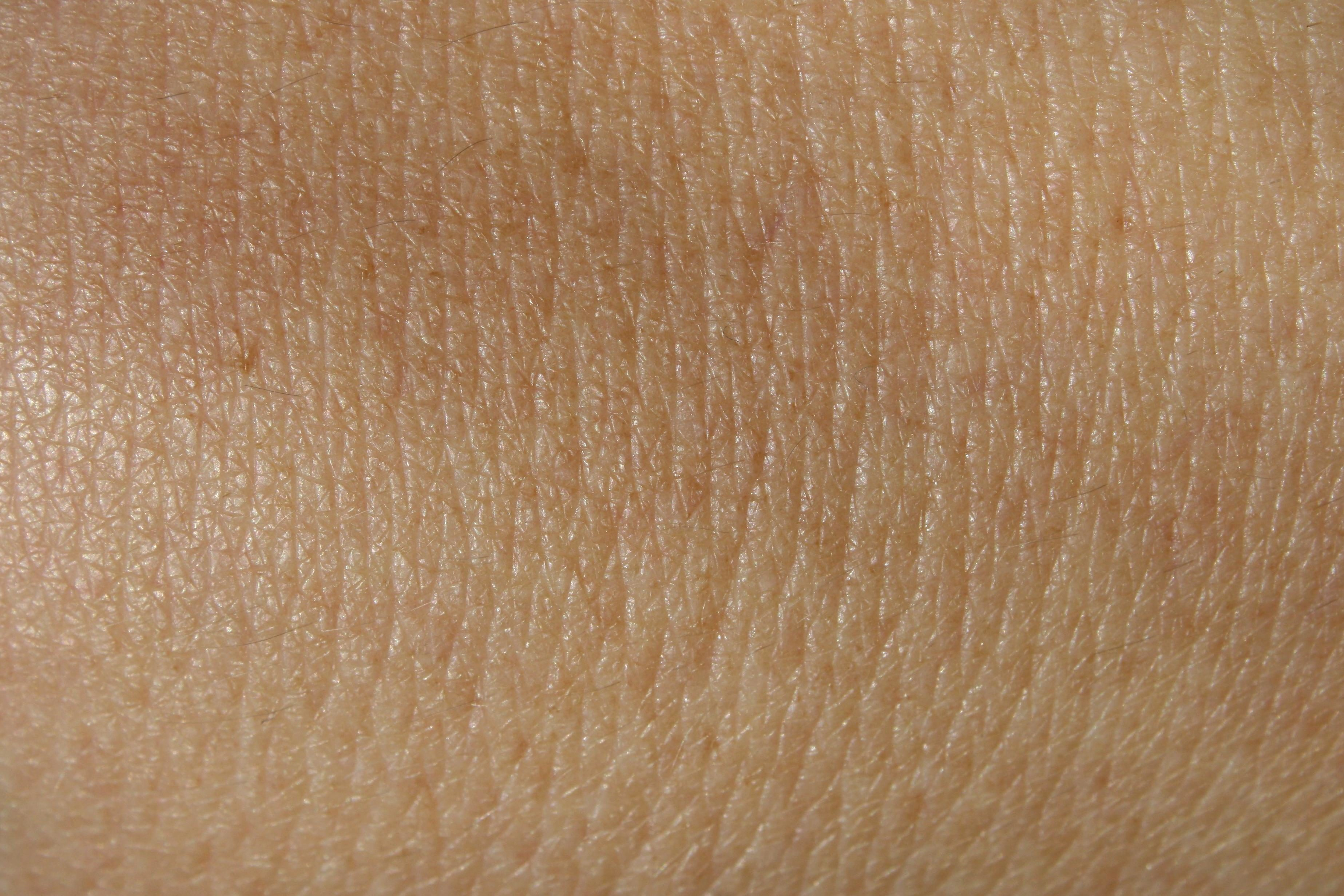
Vue rapprochée de la structure de la peau humaine.

- 70 % d'eau (sa répartition est variable, l'hypoderme beaucoup plus hydraté),

- 27 % de protides (carbone, hydrogène, oxygène et azote, ainsi que des acides aminés, des protéines, des hormones et des enzymes),

- 2 % de lipides (carbone, hydrogène, oxygène ainsi que des phospholipides, des acides gras, des triglycérides…),

- 0,5 % de sels minéraux (sodium, magnésium, potassium, fer, cuivre, zinc, soufre, phosphore, iode, manganèse…)[7].

## Fonctions

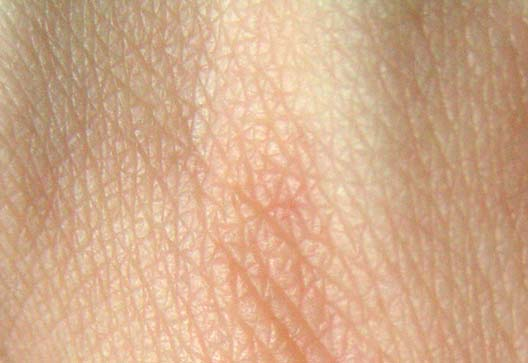
Aspect de la peau humaine.

Les principales fonctions de la peau sont : barrière de protection contre les agressions extérieures (chaleur, soleil, eau, infections, etc.), thermorégulation (Homéostasie), excrétion (glandes sudoripares), rôle sensoriel (nerfs sensitifs, thermorécepteurs, etc.), support d'une partie de notre microbiote, synthèse de la vitamine D,.
La fonction de protection est assurée principalement par le film hydrolipidique et la couche cornée.
Le rôle sensoriel est important au regard de la surface de contact avec l'environnement. La peau contient cinq types de récepteurs : mécanorécepteurs sensibles au toucher et à la pression, nocicepteurs sensibles à la douleur, thermorécepteurs sensibles au froid ou au chaud. La peau possède en moyenne 50 capteurs/cm2, la langue 200 capteurs/cm2, la main 200 à 300 capteurs/cm2. La densité maximum est au niveau du bout des doigts qui ont 2 000 récepteurs tactiles par cm2, ce qui leur permet de détecter des reliefs de 75 nanomètres d'épaisseur.
Du point de vue social, elle est une caractéristique physique propre à chaque être humain (empreintes digitales et dermatoglyphes uniques…) ; une relation entre le système immunitaire de la peau et le psychisme est établie[réf. nécessaire].

## Vulnérabilité de la peau à la pollution
Les travaux du dermatologue Jean Krutmann ont récemment confirmé que la peau est affectée par de nombreux polluants de l'air, dont liés aux gaz d'échappement tels que le dioxyde d'azote ou les particules en suspension, au détriment de la santé humaine : les patients les plus exposées aux polluants de l'air courants sont aussi ceux qui présentent les taux plus élevés d'inflammation cutanée chronique et le plus de taches de vieillesse. Les cultures de peau exposées à de l'air pollué voient le nombre de cellules anormales ou mourantes augmenter, de même pour les dégâts à l'ADN.
La peau, tant qu'elle n'est pas percée ou abrasée est une barrière efficace contre la plupart des microbes, mais elle est vulnérable aux polluant lipophiles et liposolubles (qui peuvent passer dans les membranes lipidiques entre les cellules). La peau est également perméable à l’humidité qui peut transporter des polluants hydrosolubles. Des onguents, pommades ou timbres (patchs) adhésifs de médicaments ou de nicotine, ou certaines huiles essentielles la pénètrent facilement. 
Son vieillissement est accéléré par les UV, directement et indirectement via le stress oxydatif induit par les radicaux libres qu'ils contribuent à former sur la peau, sources  de carcinome épidermoïde. Plus récemment[Quand ?], les recherches se sont considérablement élargies pour révéler les dommages graves que peuvent causer à la peau les polluants atmosphériques, les pesticides ou des produits chimiques présents dans les produits de beauté, de soins ou d'entretien susceptible d'induire des démangeaisons, de l'asthme, le cancer du sein, des perturbations endocriniennes, etc.
Le cocktail des polluants aéroportés contient couramment des phtalates que l'on savait problématiques lorsqu'ils sont ingérés. 

Charles Weschler (Université Rutgers, New Jersey) a montré qu'on en absorbait bien plus par la peau que via la respiration pulmonaire. 
Laura Vandenberg (Université du Massachusetts d'Amherst) a testé le passage percutané du bisphénol A à partir de papier thermique d'impression, concluant que des acteurs tels que des régulateurs tels que l’Autorité européenne de sécurité des aliments, ont sous-estimé notre degré de contamination de l'organisme humain par ce type de produits.
De nombreux pesticides sont également toxique en passage percutané ; ainsi le chlorpyrifos fréquemment utilisé dans les rizières au Ghana passe des vêtements des travailleurs à leur sang, via la peau en quantités supérieures à celles connues pour avoir un effet sur la santé (confusion et détresse intestinale dans ce cas). Les pesticides en contact avec la peau déclenchent souvent une dermatite de contact, l’acné voire des mélanomes.
Bien évaluer les niveaux d’exposition de la peau aux polluants tout au long de la vie reste difficile, notamment car dans un même emploi, des comportements différents peuvent moduler le niveau d'exposition percutanée à des polluants au travail ou à la maison. De plus, des prédispositions génétiques existent probablement.

## Dermatoglyphe

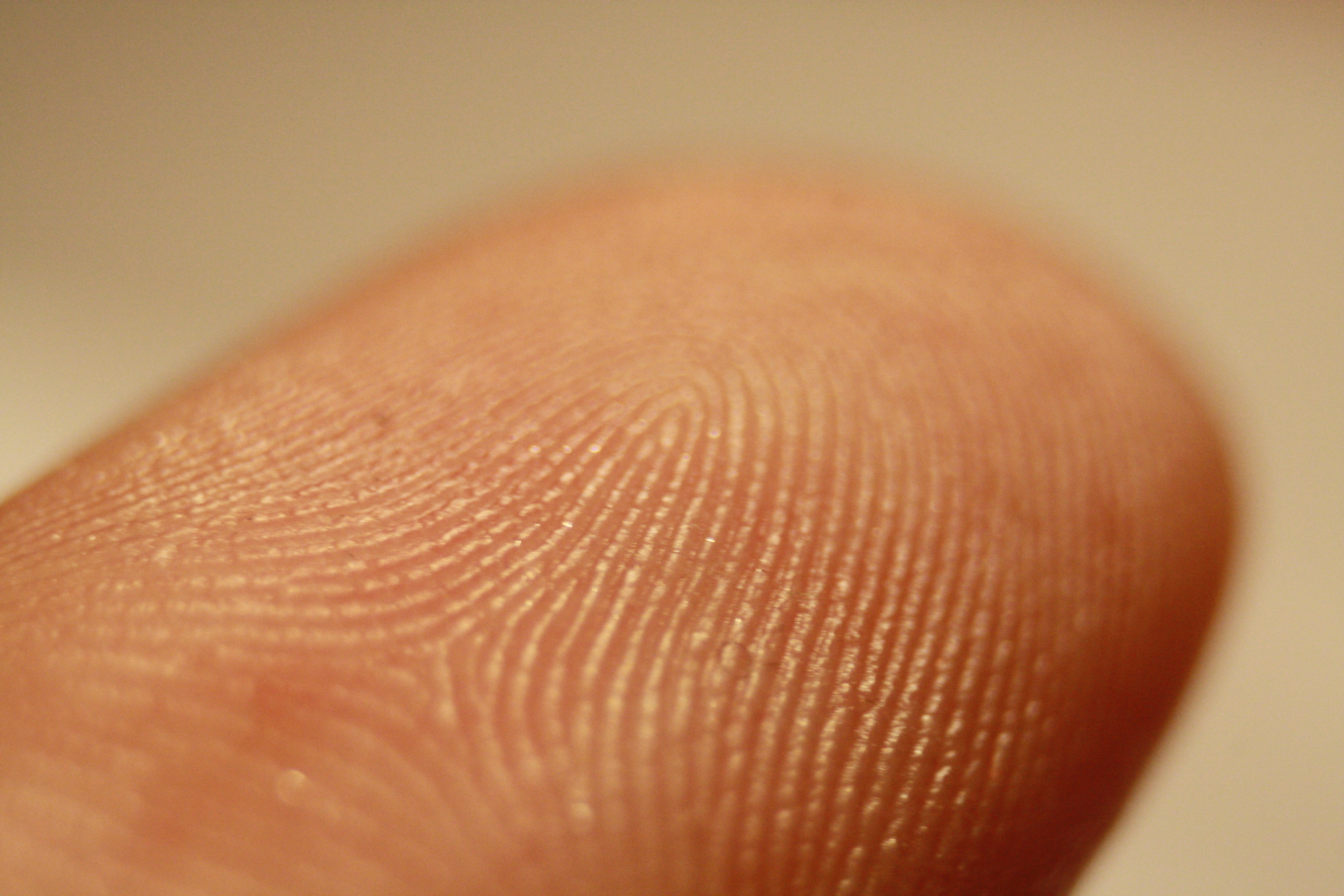
Dermatoglyphes du doigt montrant les crêtes et plis papillaires.

Les dermatoglyphes sont les figures de la face palmaire des mains, de la plante des pieds, des doigts (empreintes digitales) et des orteils humains, dessinées par les plis et les crêtes épidermiques. Présents dès la naissance, ils ne changent jamais de forme et sont propres à chaque individu.
Les crêtes augmentent la capacité de friction des surfaces des mains et des pieds et, par conséquent, raffermissent la prise. En effet, chez les mammifères, les pelotes palmaires et plantaires, surtout marquées chez les formes marcheuses, s'aplatissent avec l'arboricolisme et le développement des fonctions de préhension et de tact. Chez les Hominoïdes, la surface de la main est devenue presque plane et les formations dermatoglyphiques n'indiquent parfois même plus l'emplacement primitif des pelotes.
Elles semblent aussi jouer un rôle dans la sensibilité, partout où la peau est en situation de frottement ou de pression. Par exemple, le coussinet externe des phalanges des chimpanzés et des gorilles en est garni, alors qu'il n'a pas de fonction dans la préhension.

## Modifications avec l'âge

### Vieillissement cutané
Le vieillissement cutané (de) est un processus complexe qui n’est pas complètement élucidé à ce jour. Il résulte de nombreuses interactions biologiques, biochimiques et physiques qui induisent des dommages qui vont altérer les fonctions cutanées. L’épiderme est affiné, le renouvellement cellulaire est diminué : la prolifération kératinocytaire est ralentie. Les jonctions dermo-épidermiques sont fragilisées. Le derme s’atrophie, avec une diminution de la cellularité, de la vascularisation et de la matrice extracellulaire (MEC) (désorganisation, fragmentation et réduction des fibres de collagène). Le tissu adipeux sous-cutané s’atrophie également (par des mécanismes de sénescence, de lipolyse, et de redistribution viscérale), tout comme les masses musculaires qui s’amyotrophient. Ces phénomènes induisent un amincissement global de la peau et un affaiblissement de son support adipo-musculaire, conduisant au relâchement cutané.
Sous l'effet de la disparition progressive du collagène et de l'élastine, le derme se relâche et se parchemine et se plisse, formant les premières rides qui apparaissent vers 30 ans.

### Moaïcisme génétique
Malgré le travail du gène TP53 (aussi dénommé « gardien du génome ») qui répare la plupart des dommages causés à l’ADN, plus le corps humain vieillit, plus il se présente en réalité comme une mosaïque complexe de « grappes de cellules » dont les génomes diffèrent légèrement. 
Ceci est du aux mutations génétiques  issues d'erreurs de duplication de l'ADN, ou accumulée, à la suite notamment de l'exposition aux UV solaires, à des polluants, aliments et produits cancérigènes (fumées…) qui induisent dans certaines cellules des mutations, ensuite transmissibles aux cellules filles. 
Une étude récente (2019) basée sur 29 types de tissus humains différents a montré que la mosaïcité génétique des organes est plus élevée pour ceux dont les cellules doivent se reproduire fréquemment. Et la peau compte parmi les organes les plus concernés,.

## La peau humaine et l'eau

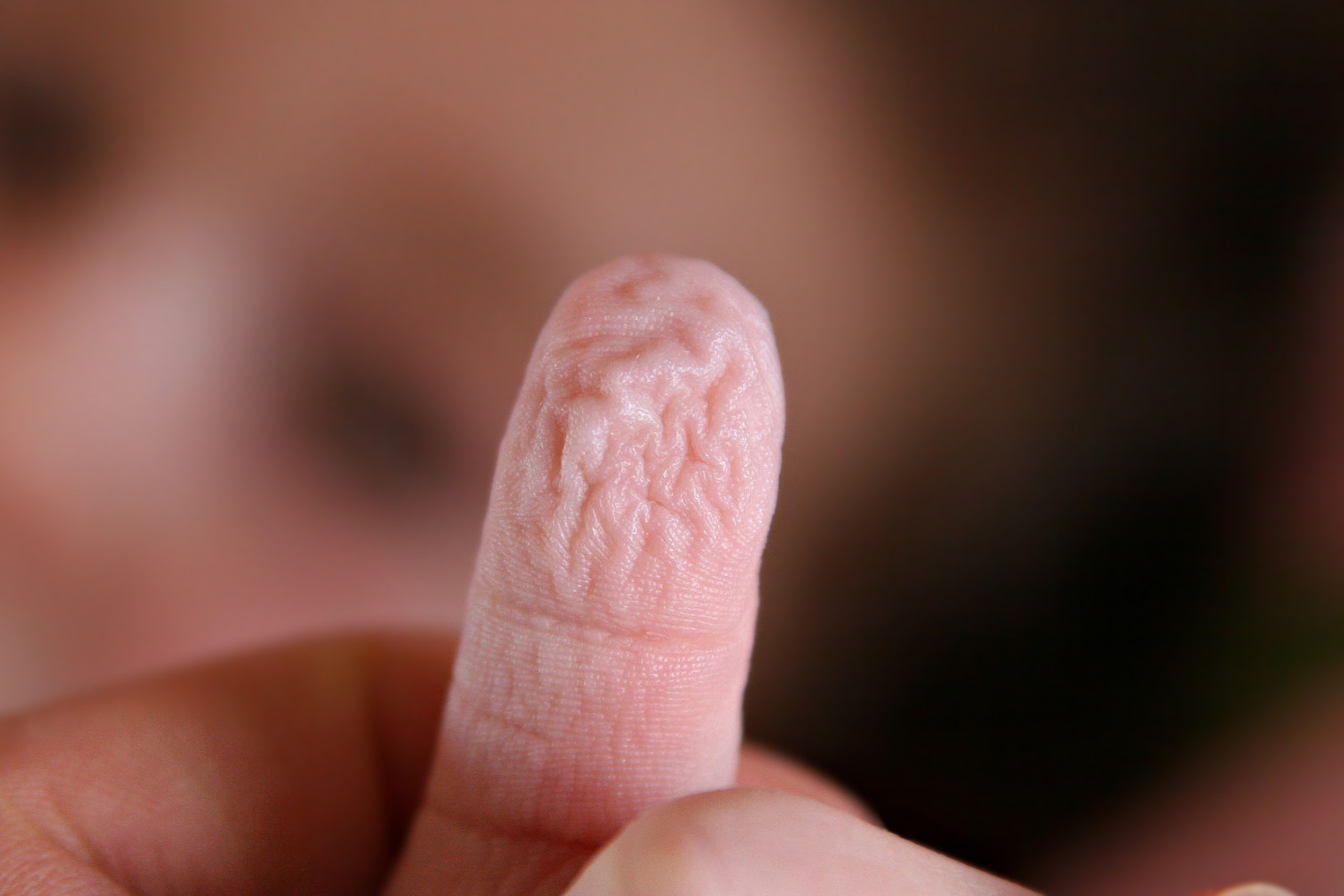
Peau fripée d'un doigt.

Le sébum protège la peau de la déshydratation et de brefs séjours dans l'eau. 
Lorsque les doigts ou pieds sont immergés pendant plus de cinq minutes dans de l'eau, leur peau devient fripée. Ce phénomène est commandé par le système nerveux sympathique. La peau fripée aurait un rôle évolutif : à l'instar des sillons des pneus qui aident à évacuer l'eau, les doigts ridés auraient permis aux ancêtres préhistoriques de récolter de la nourriture dans des cours d'eau ou des végétaux humides. Le plissement de la plante de leurs pieds aurait favorisé une marche plus stable sous la pluie.

## Source
- Extrait Larousse Médical